# عین‌الله پورادبی
عین‌الله پورادبی سیاست‌مدار ایرانی بود، که در  دوره بیست و یکم   بعنوان نماینده صومعه سرا در مجلس شورای ملی حضور داشت.